# Ausbildungs- und Übungszentrum Luftbeweglichkeit
Das Ausbildungs- und Übungszentrum Luftbeweglichkeit (Ausb/ÜbZLbwglk) mit Sitz in der Immelmann-Kaserne in Celle, Niedersachsen ist eine der zentralen Ausbildungseinrichtungen des Heeres und insbesondere für die Ausbildung der Fallschirmjäger und Heeresflieger zuständig. Der luftgestützte Einsatz war im Rahmen verfügbarer Ressourcen bislang nicht oder nur mit einem wirtschaftlich nicht mehr vertretbaren Aufwand darzustellen. Das im Juli 2016 neu gegründete Ausbildungs- und Übungszentrum Luftbeweglichkeit  ist die Ausbildungs-/ Übungseinrichtung, die diese Fähigkeitslücke nun schließt. Das Zentrum ist ab sofort die zentrale Ausbildungseinrichtung des Heeres für alles, was mit luftbeweglichen Einsätze zu tun hat: Luftlandeoperationen, luftgestützte Operationen, luftmechanisierter Einsatz und Lufttransport.

## Kommandeure
| Name                  | Beginn der Berufung | Ende der Berufung |
| --------------------- | ------------------- | ----------------- |
| Oberst Sönke Schmuck  | Januar 2025         |                   |
| Oberst Jörn Rohmann   | April 2017          | Januar 2025       |
| Oberst Carsten Jahnel | Oktober 2016        | April 2017        |

## Verbandsabzeichen
Das neu gestaltete Verbandsabzeichen zeigt das Symbol der Berliner Luftbrücke und das Eiserne Kreuz auf Blau-Silbernem Schild. Die Umrandung ist in der Farbe Bordeauxrot. Das Luftbrückendenkmal, welches das zentrale Element des Abzeichens darstellt, befindet sich im Ortsteil Celle-Wietzenbruch an der Zufahrt zur Kaserne. Es erinnert an die Versorgung der Berliner Bevölkerung im Kalten Krieg aus der Luft, die hauptsächlich vom Flugplatz Celle und Faßberg durchgeführt wurde. Die Farben Blau und Silber stellen die Verbundenheit mit der Stadt Celle dar. Die bordeauxrote Umrandung greift sowohl die Barettfarben der Heeresfliegertruppe als auch der Fallschirmjägertruppe auf, die wesentlichen Träger der Luftbeweglichkeit.